# Toíta (Cidra)
Toíta es un barrio ubicado en el municipio de Cidra en el Estado Libre Asociado de Puerto Rico. En el Censo de 2010 tenía una población de 1068 habitantes y una densidad poblacional de 253,14 personas por km².

## Geografía
Toíta se encuentra ubicado en las coordenadas 18°9′0″N 66°11′24″O / 18.15000, -66.19000. Según la Oficina del Censo de los Estados Unidos, Toíta tiene una superficie total de 4.22 km², que corresponden a tierra firme.

## Demografía
Según el censo de 2010, había 1068 personas residiendo en Toíta. La densidad de población era de 253,14 hab./km². De los 1068 habitantes, Toíta estaba compuesto por el 69.57% blancos, el 13.3% eran afroamericanos, el 0.28% eran amerindios, el 13.2% eran de otras razas y el 3.65% pertenecían a dos o más razas. Del total de la población el 99.81% eran hispanos o latinos de cualquier raza.